# Гермайзе Йосип Юрійович
Йо́сип Ю́рійович Герма́йзе (тж. Ґермайзе Осип; до хрещення у 1900 Самуїл-Йосиф Геніх; 5 серпня 1892, Київ — 22 вересня 1958) — український історик караїмського походження. Жертва сталінського терору.

## Життєпис
Народився у Києві, в міщанській родині. Навчався у 3-й київській гімназії (1910), вступив до Київського університету Св. Володимира на історико-філологічний факультет. Під час навчання належав до історико-етнографічного гуртка професора Митрофана Довнар-Запольського разом із Дмитром Дорошенком, Петром Курінним, Олександром Оглоблиним, Наталією Полонською-Василенко. Брав участь у соціал-демократичних організаціях, в 1911 вступив до Української соціал-демократичної робітничої партії, зазнав переслідувань, ув'язнення, згодом поновив навчання в університеті. У 1914 році очолив організаційний комітет із проведення у Києві демонстрації з нагоди столітніх роковин від дня народження Тараса Шевченка, за що знову зазнав репресій.
У 1916 році мобілізований до Російської імператорської армії. Після Лютневої революції 1917 року повернувся до Києва, був делегатом 2-го Всеукраїнського військового з'їзду, на якому обраний до складу Української Центральної Ради (вийшов після укладення Брестського миру).
Викладав історію у Першій українській гімназії ім. Т. Г. Шевченка.
З 1920 працював у Київському інституті народної освіти (професор). У 1924–1929 — керівник секції методології та соціологічного обґрунтування історії Науково-дослідної кафедри історії України у Києві, в 1926–1929 керував секцією історії України Науково-дослідної кафедри марксизму та ленінізму ВУАН. У 1923–1925 організатор і керівничий історико-архівного семінару при Київському історичному архіві ім. В. Б. Антоновича. 1919–1924 — секретар Постійної комісії для складання Історично-географічного словника українських земель, 1921–1925 — член комісії для вивчення громадсько-політичних рухів в Україні. У 1924–1929 рр. — керівник Археографічної комісії ВУАН, готував до видання «Коденську книгу судових справ», «Акти про гайдамаччину». Підготував і видав матеріали до історії українського руху за часів першої світової війни. У 1927–1929 рр. входив у комісію для підготовки до видання Архіву Коша Запорозької Січі.
Автор понад 50 наукових праць у галузі історії України, зокрема «Коліївщина в світлі новознайдених матеріалів» (Україна, 1924), «Нариси з історії революційного руху на Україні» (К., 1926, Т.1), «Праця Київського Українського Наукового Товариства на тлі наукового життя Наддніпрянської України» (Україна, 1929), «Коденська книга судових справ» (Український архів, — К., 1931), «Рух декабристів і українство», «З історії господарства в Лівобережній Україні XVIII ст.», «М. П. Драгоманов в українській історіографії» тощо.
Чоловік Катерини Грушевської.
У 1929  арештований за сфабрикованою органами Державного політичного управління УРСР (ДПУ) справою Спілки визволення України (СВУ), 1930 р. засуджений разом з іншими представниками української інтелігенції (Сергієм Єфремовим, Михайлом Слабченком, Володимиром Дурдуківським, Андрієм Ніковським, Григорієм Голоскевичем, Людмилою Старицькою-Черняхівською та ін) до 5 років ув'язнення. Після звільнення (1934) перебував на засланні. У 1937 отримав новий строк ув'язнення, який у 1944 був продовжений. Помер у таборі.
11 серпня 1989 р. Пленум Верховного суду України скасував судове рішення у справі та припинив її у зв'язку з відсутністю у діях засуджених складу злочину. Усіх членів так званої Спілки визволення України реабілітовано.

## Праці
- Гермайзе О. Коліївщина в світлі новознайдених матеріалів // Україна, 1924, кн. 1-2
- Гермайзе О. Нариси з історії революційного руху на Україні. — Т. 1: Українська революційна партія (РУП). — К., 1926.
- Гермайзе О. 25-ліття Рев. Укр. партії (РУП) // Життя й революція. — 1925.
- Гермайзе О. Українські соціялісти та основоположники наукового соціялізму // Життя й революція. — 1925.
- Гермайзе О. Рух декабристів і українство // Україна, 1925, кн.6
- Гермайзе О. Праця Київського Українського Наукового Товариства на тлі наукового життя Наддніпрянської України // Україна, 1929, кн. 32
- Гермайзе О. Коденська книга судових справ // Український архів, 1931, т. 2.